# Rigaer Schloss

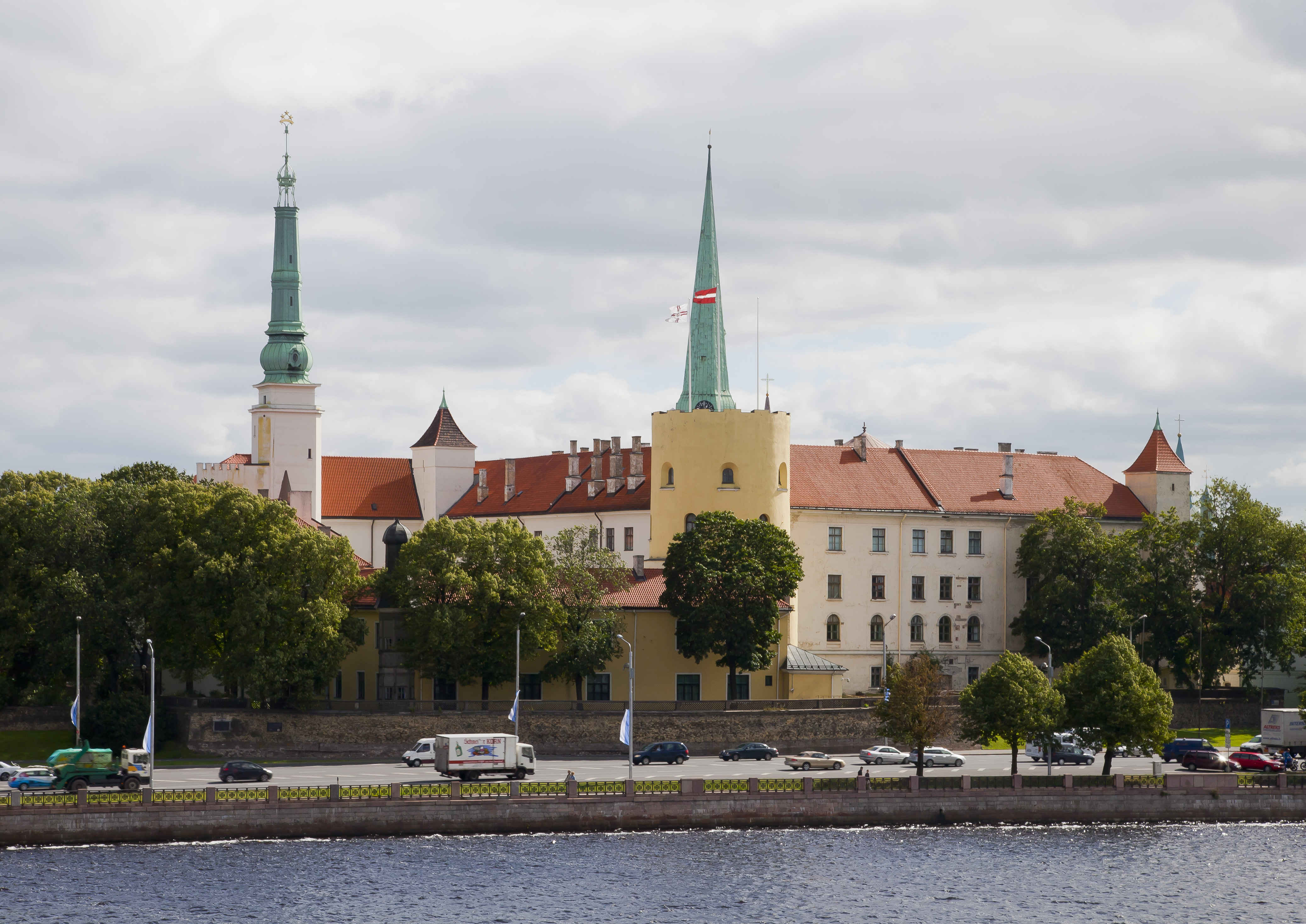
Rigaer Schloss, 2012

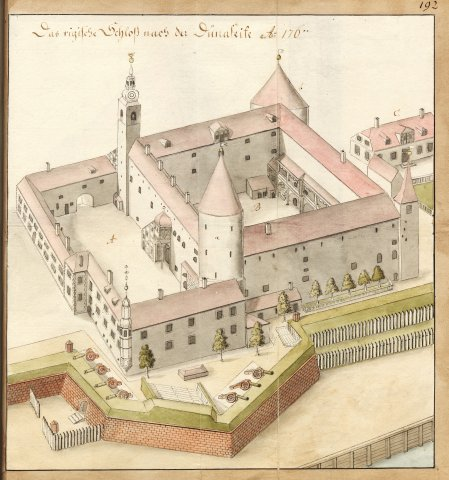
Rigaer Schloss im 18. Jh. aus der Sammlung Brotze

Das Rigaer Schloss (lettisch Rīgas pils) befindet sich in der lettischen Hauptstadt Riga und ist Sitz des lettischen Staatspräsidenten.

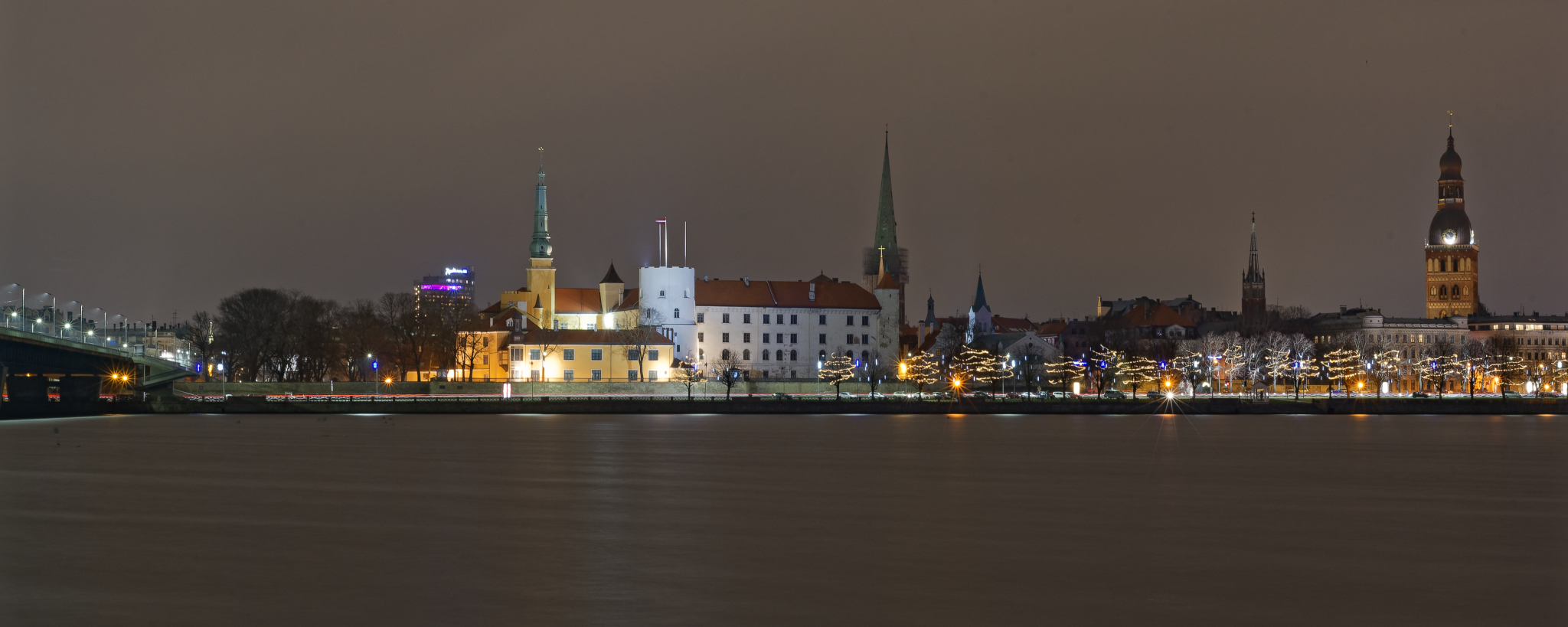
Rigaer Schloss von der gegenüberliegenden Seite der Düna

## Geschichte
Kurz nach der Gründung von Riga 1201 hatten bereits die Livländer Schwertbrüder direkt gegenüber dem Bischofspalast ein Ordenshaus aus Stein errichtet, das 1209 urkundlich belegt ist.
Dieser Vorgängerbau des Rigaer Schlosses war die sogenannte Georgenburg (Jürgenshof), die in das Wehrsystem der Stadt einbezogen war. Sie war nach einer dem heiligen Georg geweihten Kapelle benannt. Sie wurde zuweilen Wittenstein genannt, möglicherweise nach dem zum Bau verwendeten weißen Kalkstein. Die Burg wurde durch die Bürger der Stadt Riga im Kampf mit dem Orden zerstört.
1297 eroberten aufsässige Rigaer Bürger den Ordenssitz und ermordeten die Mitglieder des Konvents, was der Bischof Johannes von Schwerin nicht verhindern konnte.
Nach der Eroberung Rigas 1330 durch den Orden wurden die Bürger gezwungen, die Herrschaft des Ordens anzuerkennen.
Unter dem Ordensmeister Eberhard von Monheim (1328–1340) wurde das neue Schloss in den Jahren 1330 bis 1353 als Festung für den livländischen Orden errichtet, nachdem die Bürger Rigas den ursprünglichen Sitz des Ordens, die Weiße Steinburg im Zentrum der Stadt, zerstört hatten. Der Orden erzwang den Neubau am nördlichen Ende der Innenstadt.
Als Bauplatz wählte man die vorspringende Nordwestecke der Stadt, die ungefähr um 1300 bei der Erweiterung der Stadt und ihrer Befestigungen mit einer Ringmauer umgeben worden war, und wo sich bis dahin das Heiligen-Geist-Hospital befand.
1330 wurde mit dem Bau des Ordensschlosses auf den Grundstücken des Hl.-Geist-Hospitals, des Stadtmarstalls und der Pferdemühle begonnen. Der Ausbau erfolgte als viertürmige Anlage im Konventshausstil unter Einbeziehung des Hl.-Geist-Turmes der früheren Stadtmauer.
Noch vor Beginn der Bauarbeiten wurden die verbindenden Mauern zwischen Burg und Stadt aus strategischen Gründen geschleift und durch einen tiefen Graben getrennt, der mit Wasser gefüllt war.
Neu war die Ausführung von vier Ecktürmen (ein Hauptturm und drei Treppentürmchen an den verbleibenden Ecken). Die Bauform ähnelte dem Konventshaus.
Dort residierte der Ordensmeister allerdings nur bis 1470. Dann verlegte er die Residenz nach der Ordensburg Fellin und von 1484 an nach Burg Wenden.
In neuen Auseinandersetzungen zwischen der Stadt und dem Orden wurde die Monheimsche Burg 1484 erneut von den Rigaern geschleift. Dabei blieben jedoch die Fundamente der Gesamtanlage erhalten.
Nachdem 1491 der Orden die Macht in Riga zurückgewonnen hatte, musste die Bürgerschaft das Schloss wieder aufbauen. Der Wiederaufbau unter Ordensmeister Wolter von Plettenberg (1494–1535) wurde 1515 abgeschlossen. Die Wehrkraft des Schlosses wurde durch zwei diagonal an den Ecken gelegene Türme erhöht, wobei der Hl.-Geist-Turm und der diagonal gegenüberliegende Bleiturm zu starken Rundtürmen ausgebaut wurden. Im ersten Geschoss des Nordflügels waren im westlichen Teil des Räume des Komturs und ein Dormitorium untergebracht. Im Ostflügel befand sich der einschiffige Kapitelsaal. Der Westflügel umfasste eine Reihe kleiner Räume und einen Durchgang zu einem Dansker über dem Fluss. Der Südflügel bestand aus der zweischiffigen Andreaskapelle im östlichen Teil und dem ebenfalls zweischiffigen Refektorium im westlichen Teil. Der spätgotischen Remter war mit einem Sterngewölbe künstlerisch ausgestaltet. Die Anlage war von einem Wassergraben umgeben und erhielt den in die Düna reichenden Dansker.
Nach dem Untergang des Ordensstaates diente das Gebäude den jeweiligen Machthabern der Stadt. Die umfassendsten Umbauten erfolgten im 18. und 19. Jahrhundert, als man das Schloss für die Provinzregierung in Riga umbaute. 1938 residierte erstmals der lettische Präsident im Schloss. Während der sowjetischen Regierungszeit war das Gebäude „Pionierpalast“. Nach der Wiederherstellung der Unabhängigkeit Lettlands ist das Rigaer Schloss heute wieder der Sitz der lettischen Präsidenten. Teile der Anlage beherbergen Museen und kulturelle Einrichtungen.

## Heutige Erscheinung
Im Schlossinneren ist die räumliche Struktur in ursprünglichen spätgotischen Form vor allem in der Kapelle und im Refektorium teilweise erhalten. Die anderen mittelalterlichen Räume sind grundlegend durch spätere Umbauten in Amtsräume verändert worden.

## Ansichten

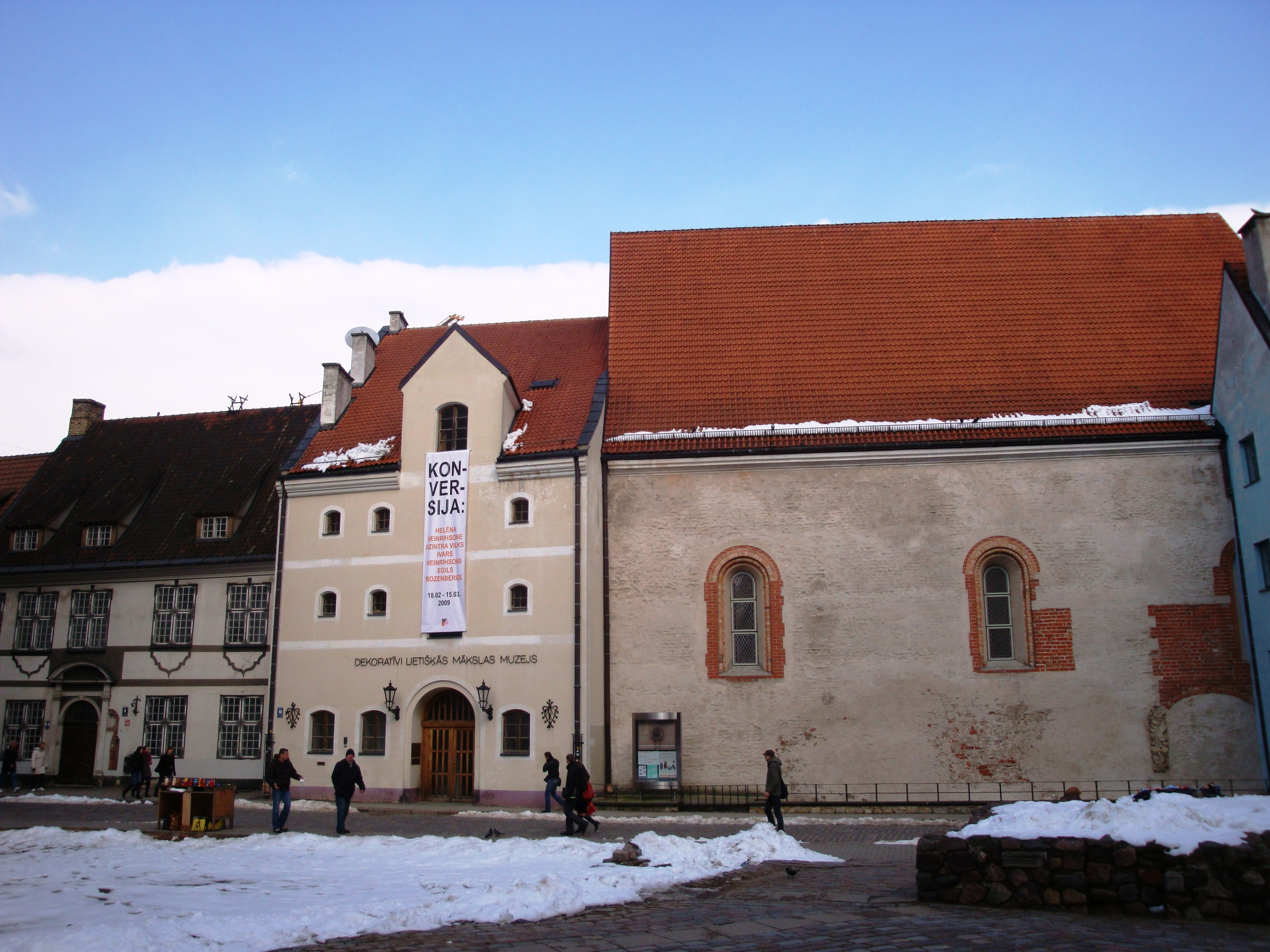
Ehemalige St.-Georgs-Kapelle Riga Wittenstein
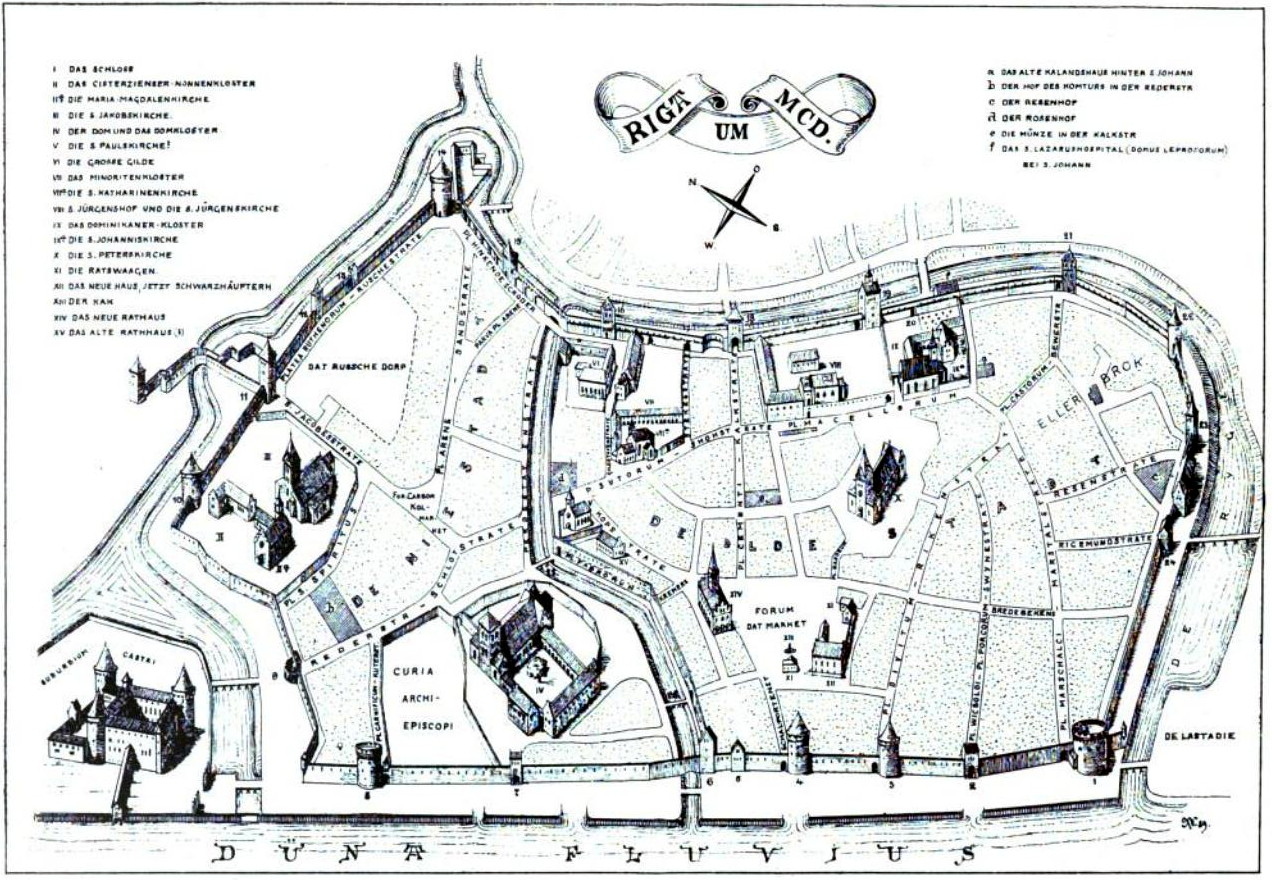
Lage des Rigaer Schlosses
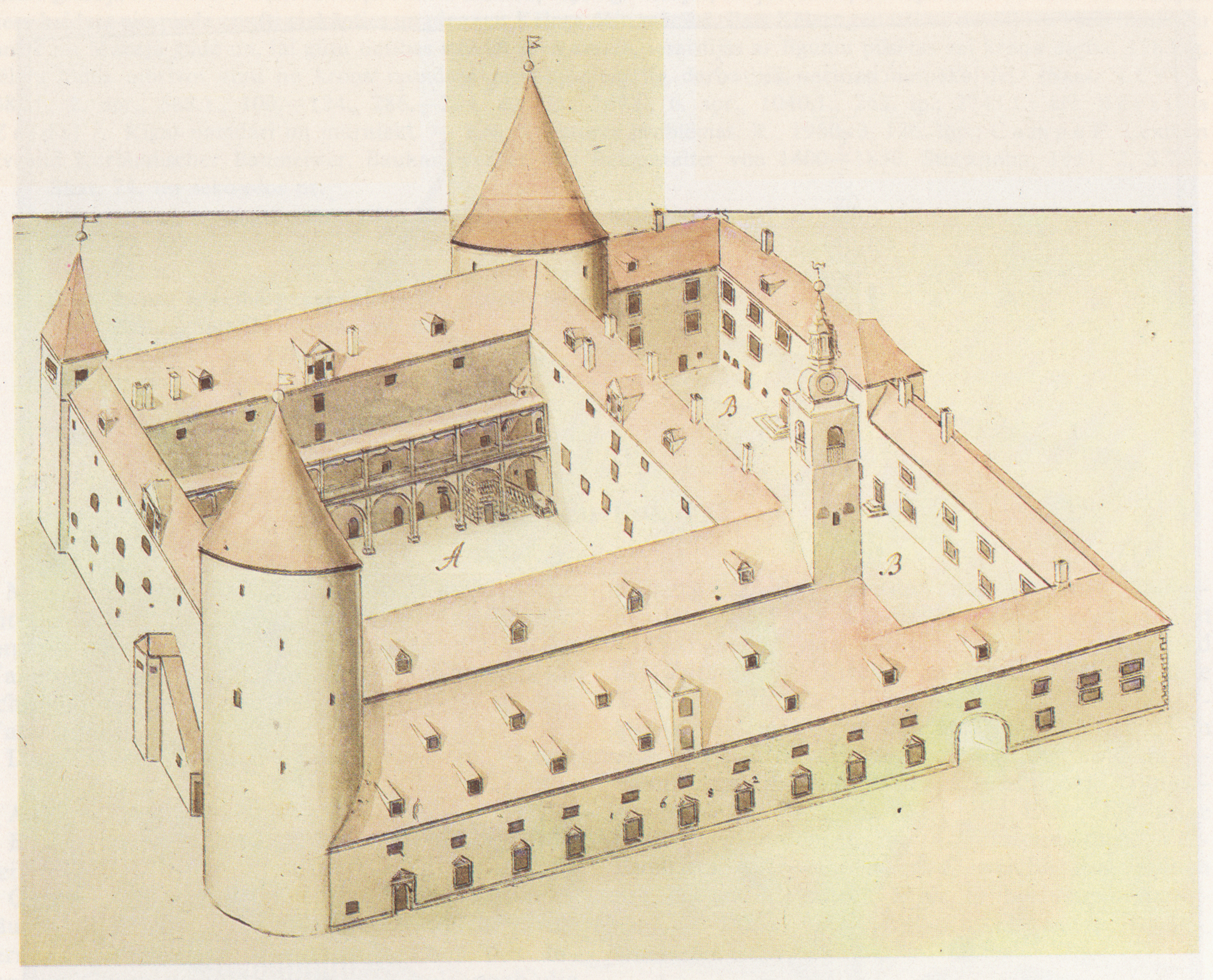
Rigaer Schloss in der Sammlung Brotze
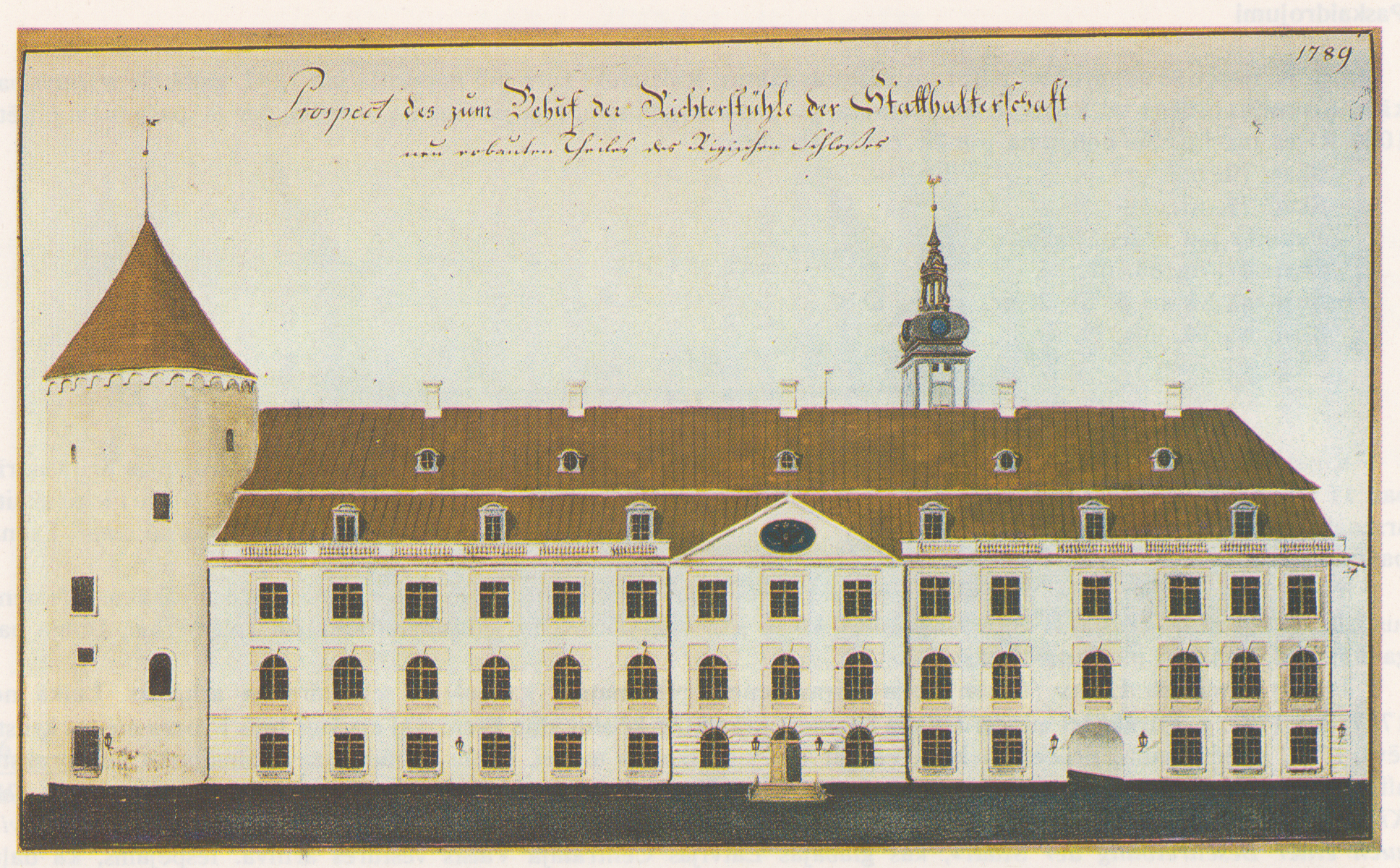
Schloss um 1789 nach Brotze
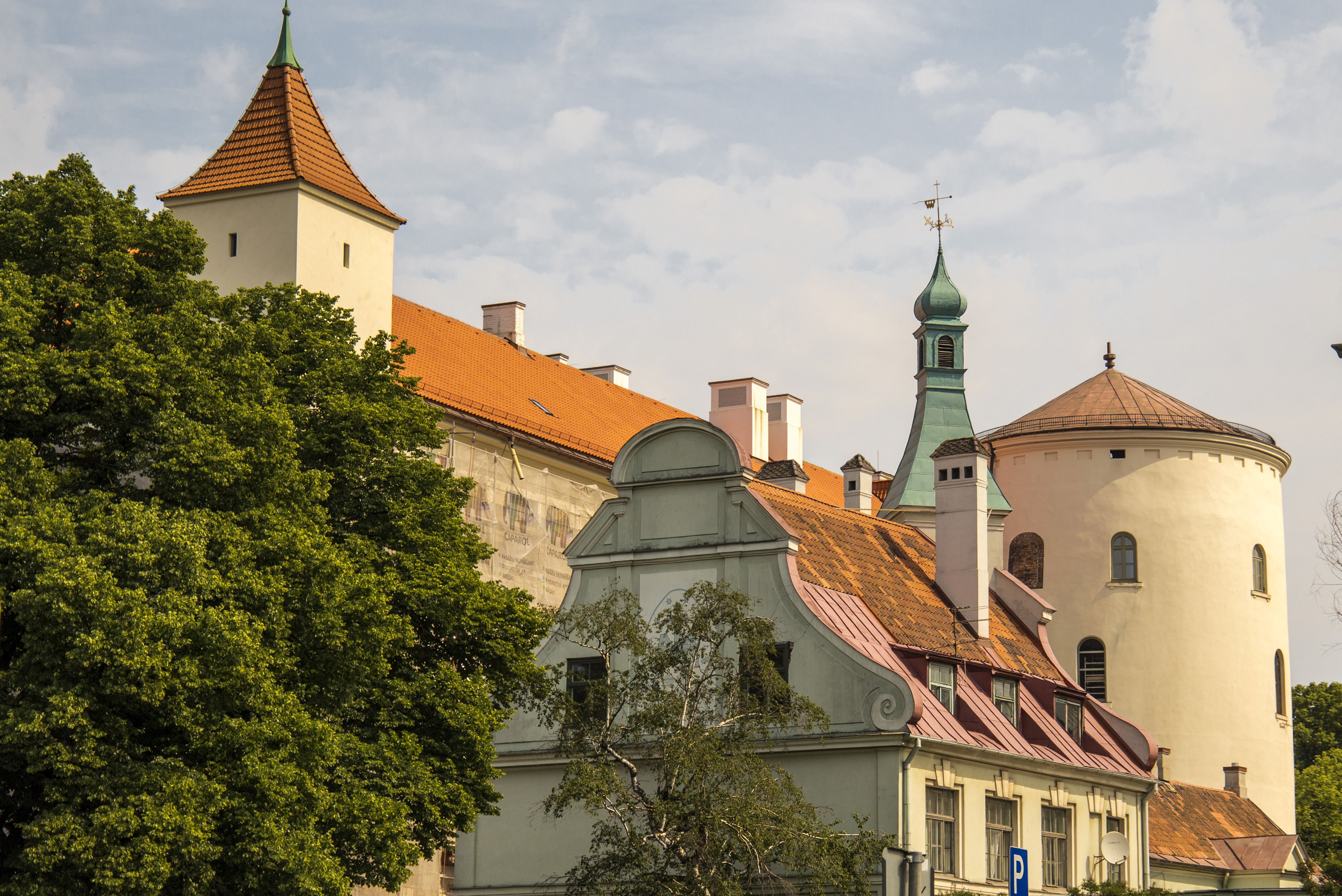
Schloss heute
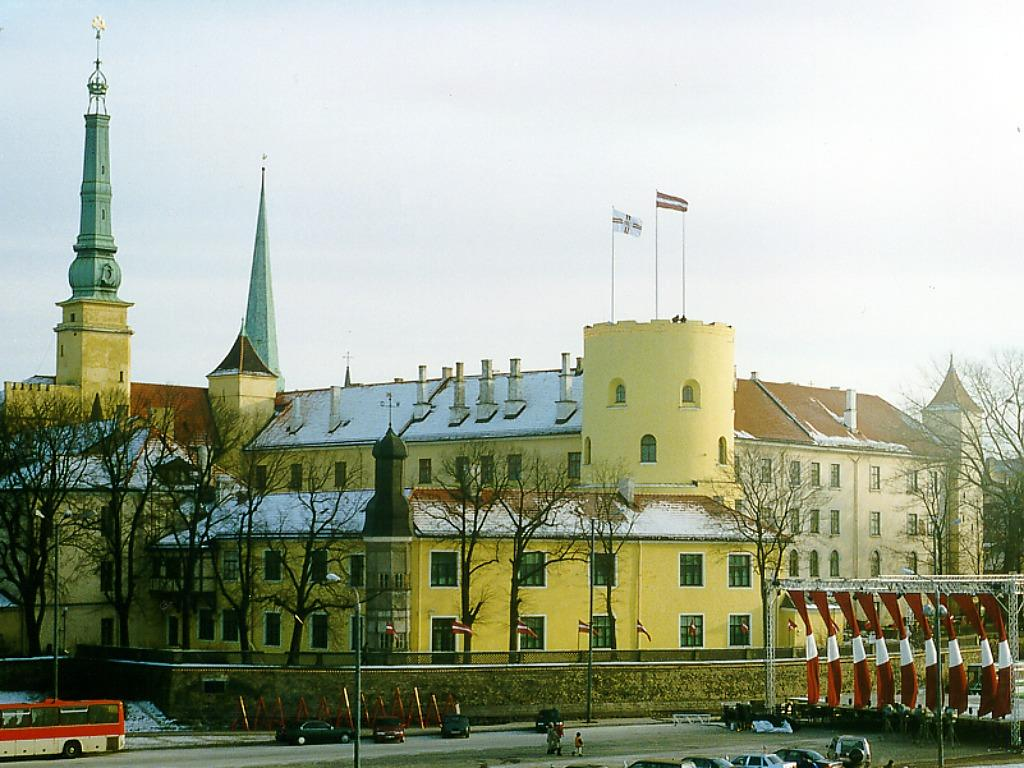
Schloss heute
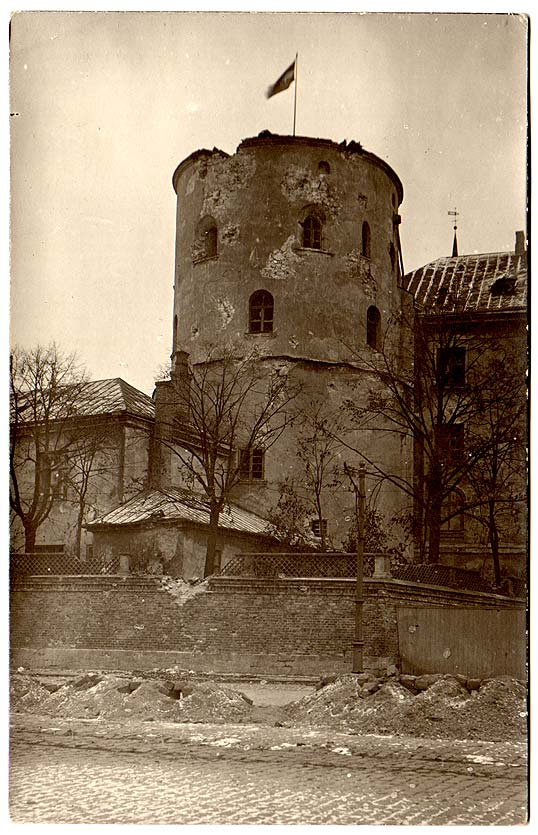
Nach Bombardement im Unabhängigkeitskrieg
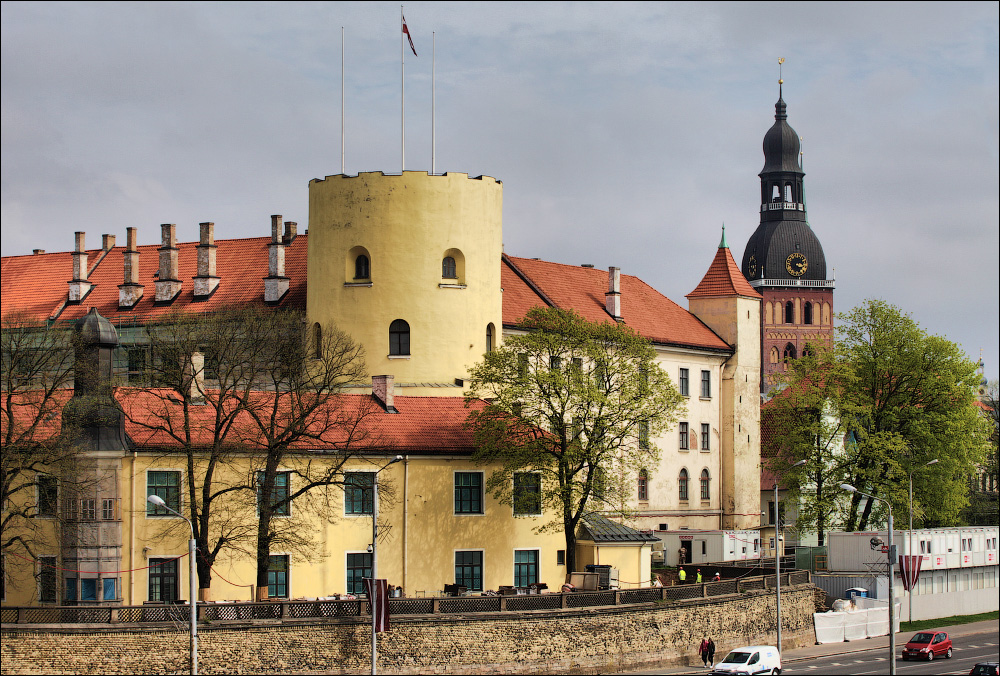
2014

Durch einen Brand am 20. Juni 2013 wurde das Gebäude schwer beschädigt. Das damals im Schloss untergebrachte Lettische Geschichtsmuseum (Latvijas Vēstures muzejs) erreichten die Flammen nicht, allerdings gab es bei einem kleinen Teil der Sammlungen Schäden durch Löschwasser.